# Lex Jasper

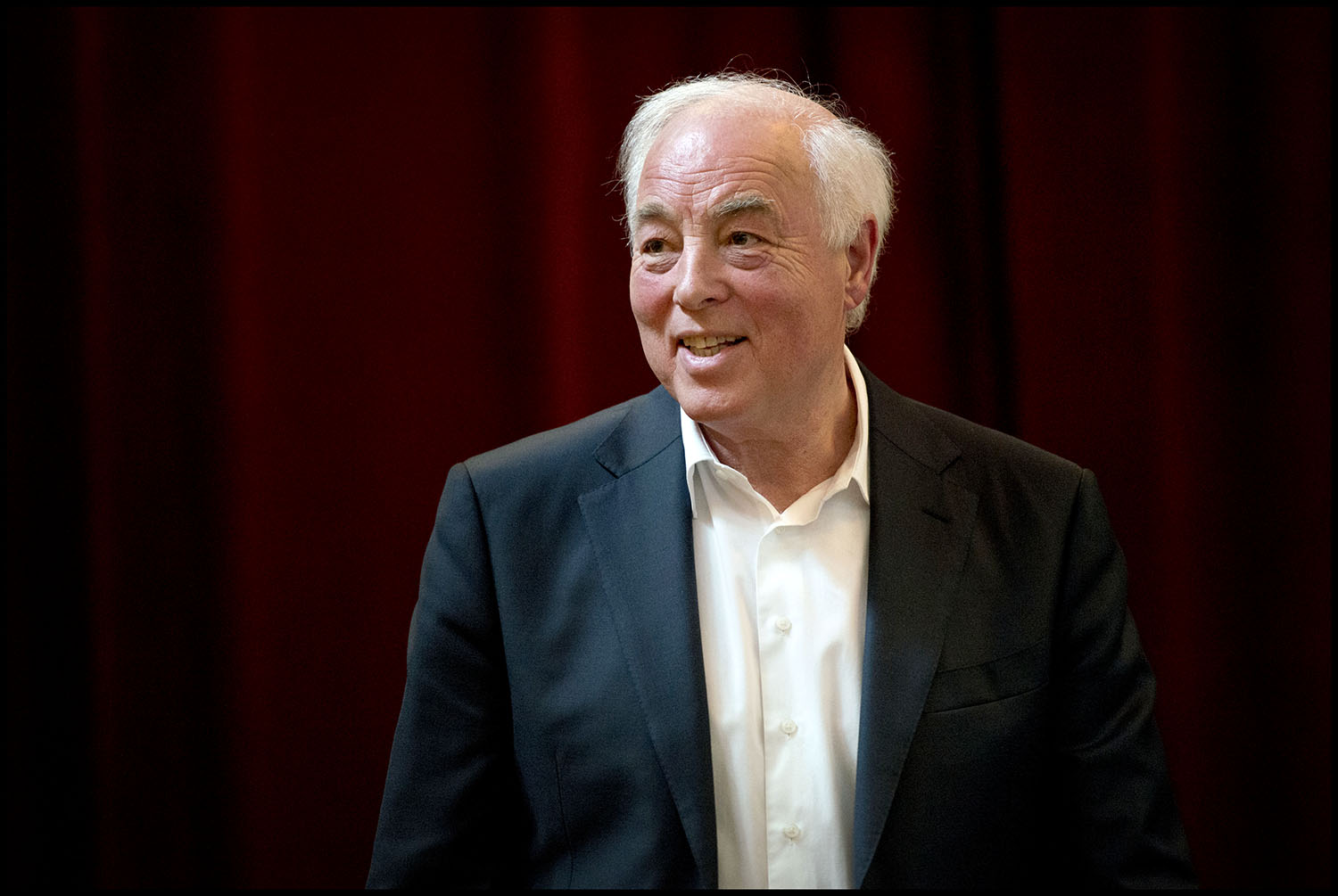
2017 auf dem Florence Swingt Jazzfestival

Lex Jasper (* 24. März 1949 in Groningen) ist ein niederländischer Jazzmusiker (Piano, Komposition, Arrangement).

## Leben und Wirken
Jasper gab sein Debüt als professioneller Musiker in den sechziger Jahren im Noorder Ballroom Orkest, wo er mit dem Saxophonisten Jenne Meinema auftrat. Er war auch Mitglied der von Meinema gegründeten Big Band 67, für die er damals die meisten Songs arrangierte.
In der Entwicklung seines Klavierspiels wurde er von Erroll Garner, Oscar Peterson und Bill Evans beeinflusst. Er wurde der reguläre Pianist des VARA-Tanzorchesters und des KRO-Hausorchesters. Im TROS-Jazz-Programm Sesjun von Cees Schrama (1936–2019) begleitete er große amerikanische Jazzmusiker. Mitte der 1970er Jahre arbeitete Jasper als ständiger Begleiter und musikalischer Leiter des Kabarettisten Paul van Vliet. Gemeinsam nahmen sie das Album A Dutch Treat (1975) auf.
Jasper gründete sein eigenes Trio mit dem Bassisten Rob Langereis (gefolgt von Marius Beets) und dem Schlagzeuger Peter Ypma. Als Solist und Komponist legte er die Alben Out of My Heart (1975, mit seinem Lex Jasper Trio), Lexpression (1986, mit dem Metropole Orkest), Les Jasper Solo (1988) und Lexcursions (1994, mit dem Lex Jasper Trio) vor. Er arrangierte vor allem für das Metropole Orkest, aber auch die BBC Big Band, die NDR Radiophilharmonie und die NDR Bigband. Er komponierte unter anderem das Lied Vlaanderen, das im flämischen Teil Belgiens als zweite Nationalhymne gilt.
Ende der 1970er Jahre tourte Jasper mit Toots Thielemans und Stéphane Grappelli durch die Niederlande, Belgien und Italien. Es folgten Konzerte und Aufnahmen mit Joe Pass, Herb Geller, Bobby Shew, Clark Terry, Phil Woods, James Moody, Bob Brookmeyer und John Clayton. 1998 spielte er mit dem Bassisten Dave Green und dem Schlagzeuger Martin Drew für eine Woche im Ronnie Scott’s Jazz Club.
Jasper begleitete auch Sänger wie Helen Sachs, Eddy Doorenbos, Cleo Laine, Ernestine Anderson, Greetje Kauffeld, Silvia Droste, Etta Cameron und Mark Murphy. In Theater Carré spielte er 1995 mit Shirley Bassey. Mit Rita Reys, mit der er bereits 1983 das Album Memories of You einspielte, arbeitete er nach dem Tod von Pim Jacobs bei zahlreichen Konzerten und Tourneen; 1998 entstand mit der NDR-Radiophilharmonie das Album Loss of Love: Rita Reys Sings Henry Mancini.
2001 führten zwei Autounfälle dazu, dass Jasper fast eineinhalb Jahrzehnte aufgrund eines Schleudertraumas kaum auftreten konnte; es war ihm nicht möglich, in Konzerten längere Zeit am Klavier zu sitzen und zu spielen. Auch Besuche im Studio blieben rar. Jasper war einer der Initiatoren des jährlichen Festivals Swingin' Groningen und arbeitete für das Prins Claus Conservatorium.
2016 kam es zum Comeback mit seinem Album Happy Days Are Here Again, aufgenommen im Trio mit Edwin Corzilius am Kontrabass und Frits Landesbergen am Schlagzeug. Es folgten Auftritte mit Marjorie Barnes, Greetje Kauffeld und dem North Pole Orchestra. Sein Album Notes from the Netherlands (2019) mit Vincent Koning an der Gitarre und Frans van Geest am Bass wurde bei NDR als „Jazz-CD der Woche“ vorgestellt. Das Album Lexposure mit diesem Trio und den Streichern des Riverside String Orchestra wurde 2021 veröffentlicht.
2019 wurde Jasper für sein Lebenswerk mit dem Ritterkreuz des Orden von Oranien-Nassau ausgezeichnet.

## Diskographie (Auswahl)
- 1988: Lex Jasper, solo – Limetree
- 2010: My Foolish Heart, mit Rolf Ericson (Trompete) – AMJ
- 2021: Lexposure, mit Vincent Koning (Gitarre), Frans van Geest (Bass) und dem Riverside String Orchestra – Challenge Records[5]